# 初版
初版（First edition）
，印刷業的術語，泛指印刷物（例如書籍）的第一個版本。最初的印刷物又稱為「初版一刷」。如果印刷內容未改，而之後再付印的話，則稱為「初版第○刷」或「第1版第○刷」，○為重印次數，例如「第1版第2刷」。但是早期的印刷技術欠佳，多刷後的書籍，可能因為印刷版面耗損，而產生模糊的問題。
由於初版有時會發生錯誤，例如錯字、漏字、或原作者要求修訂過的內容，於再版時會修正這些問題，因此這些有瑕疵的初版書籍，有時反而會成限量品，而導致該領域的書籍愛好者爭相收集。

## 相關
- 出版
- 版本
- 再版
- 復刻版

## 外部連結
- （英文）How to Identify a First Edition（页面存档备份，存于）（如何辨識初版）